# أوسكار فريدريك نيلسون
أوسكار فريدريك نيلسون (بالإنجليزية: Oscar Frederick Nelson) هو عسكري أمريكي، ولد في 5 نوفمبر 1881 في منيابولس في الولايات المتحدة، وتوفي في 26 سبتمبر 1951.